# Kasnakcımermer, Bafra
Kasnakcımermer là một xã thuộc huyện Bafra, tỉnh Samsun, Thổ Nhĩ Kỳ. Dân số thời điểm năm 2010 là 292 người.